# Кульчицкий, Олег Владимирович
Оле́г Влади́мирович Кульчи́цкий (укр. Олег Володимирович Кульчицький; род. 9 марта 1958 года, Теребовля, Тернопольская область, Украинская ССР) — украинский композитор, скрипач. Заслуженный артист Украины (1997). Народный артист Украины (2018).

## Биография
В 1982 году окончил Львовскую консерваторию (класс скрипки Д. Колбина). С 1988 года — президент Западно-украинской художественной ассоциации «Муза». С 2010 — президент фонда «Оракул» во Львове.
В 1989 году основал группу Олега Кульчицкого. Организовывал выступления коллектива в Бельгии, Великобритании, Венгрии, Германии, Греции, Канаде, Латвии, Польше, США, Франции, Чехии, Швейцарии и странах СНГ.
Под руководством Кульчицкого проведены ряд всеукраинских и международных фестивалей.
Сотрудничал с известными артистами, такими как: Иво Бобул, Нина Матвиенко, Наталья Бучинская, Ольга Сумская и т. д.